# Melvern Lake
Der Melvern Lake ist ein Stausee südlich der Stadt Osage City im Osage County des US-Bundesstaats Kansas.

## Geographie
Der Marais des Cygnes River wird hier mittels eines fast drei Kilometer langen Staudamms des U.S. Army Corps of Engineers zu einem rund 56 Quadratkilometer großen und maximal fast 23 Meter tiefen See gestaut.

## Sonstiges
Am See befinden sich die Naherholungsgebiete Eisenhower State Park und Turkey Point.